# Stella (Puerto Rico)
Stella is een plaats (comunidad) in het Amerikaanse unincorporated territory Puerto Rico, en valt bestuurlijk gezien onder gemeente Rincón.

## Demografie
Bij de volkstelling in 2000 werd het aantal inwoners vastgesteld op 1293.

## Geografie
Volgens het United States Census Bureau beslaat de plaats een oppervlakte van 1,2 km², waarvan 0,9 km² land en 0,3 km² water.

## Plaatsen in de nabije omgeving
De onderstaande figuur toont nabijgelegen plaatsen in een straal van 84 km rond Stella.